# Savéol
Savéol est la marque commerciale appartenant à la Coopérative maraîchère de l'Ouest, coopérative agricole française spécialisée dans le conditionnement et la commercialisation de fruits et légumes.
La coopérative est leader en France de la commercialisation de tomates.
Elle regroupe 125 maraîchers de la région brestoise et principalement de Plougastel-Daoulas.

## Histoire
En 1974, deux coopératives jusque-là concurrentes, le Groupement maraîcher brestois et la Presqu'île entament des démarches communes de commercialisation, ce qui aboutit en 1980  à la création de la Société maraîchère de l'Ouest dont le siège est implanté à Plougastel-Daoulas et créent en 1981 la marque « Savéol » (saveol, « lever de Soleil » en breton). En 1993, les producteurs de tomates du Val Nantais rejoignent la société (qu'ils quitteront en 2014). En 2004, les coopératives fusionnent pour créer la société coopérative agricole (SCA) SAVÉOL qui devient en 2015 la coopérative maraîchère agricole (CMA) SCA SAVÉOL.
En 2018, trois français sur quatre affirment connaître la marque par l'intermédiaire, essentiellement, de ses tomates.
La coopérative est leader en France de la commercialisation de tomates. Les agriculteurs se sont engagés dans la mise en œuvre de moyens alternatifs pour protéger leurs cultures de tomates grâce à des insectes « amis » qui permettent de lutter contre les nuisibles. Ils élèvent leurs propres insectes dans la « Ferme aux insectes » qui se trouve à Guipavas dans le Finistère. Cet espace est ouvert à la visite (tout public) pendant les vacances scolaires et sur réservation tout au long de l'année.
La coopérative a reçu en 2014 la certification global G.A.P. pour 100 % des surfaces tomates.

## Chiffres
La coopérative conditionne et commercialise principalement des tomates, mais aussi des fraises, des concombres, des mini-poivrons et des salicornes. Elle s'efforce de valoriser les productions agricoles des agriculteurs coopérateurs (via la marque Produit en Bretagne) et regroupait 110 maraîchers en 2017. Elle déclare 2 500 emplois induits la même année.
En 2017, Savéol a conditionné et commercialisé 79 000 tonnes de tomates et 1 700 tonnes de fraises. Toujours la même année, 10% de la production de tomates ont été exportés vers l'Allemagne, l'Autriche, la Pologne, la Russie et Dubaï (émirat) et l'Asie.

## Plan